# Pisan Dorkmaikaew
Pisan Dorkmaikaew (tiếng Thái: พิศาล ดอกไม้แก้ว, sinh ngày 5 tháng 5 năm 1984), là một cầu thủ bóng đá người Thái Lan thi đấu ở vị trí thủ môn cho câu lạc bộ Giải bóng đá Ngoại hạng Thái Lan Air Force Central.